# Zgornja Bistrica
Zgornja Bistrica este o localitate din comuna Slovenska Bistrica, Slovenia, cu o populație de 540 de locuitori.